# Bernd Rosemeyer
| Bernd Rosemeyer                                        | Bernd Rosemeyer                |
| ------------------------------------------------------ | ------------------------------ |
| Bernd Rosemeyer nakon pobjede na Vanderbilt Cupu 1937. |                                |
| Državljanstvo                                          | njemačko                       |
| Europsko automobilističko prvenstvo                    |                                |
| Sezone                                                 | 1935. − 1937.                  |
| Momčadi                                                | Auto Union                     |
| Utrke                                                  | 13                             |
| Prvenstva                                              | 1 (1936.)                      |
| Pobjede                                                | 3                              |
| Podiji                                                 | 6                              |
| Prvo startno mjesto                                    | 2                              |
| Najbrži krugovi                                        | 4                              |
| Prva utrka                                             | Velika nagrada Francuske 1935. |
| Prva pobjeda                                           | Velika nagrada Njemačke 1936.  |
| Posljednja pobjeda                                     | Velika nagrada Italije 1936.   |
| Posljednja utrka                                       | Velika nagrada Italije 1937.   |

Bernd Rosemeyer (Lingen, Drugo Njemačko Carstvo, 14. listopada 1909. - autocesta Frankfurt-Darmstadt, Treće Njemačko Carstvo, 28. siječnja 1938.) je bio njemački vozač motociklističkih i automobilističkih utrka.
Njegova je karijera, kao i mnogih drugih vozača toga razdoblja, započela na motociklima. Natjecao se u raznim lokalnim utrkama, uključujući i brdske utrke. Ubrzo nakon toga, postao je član Auto Uniona, bez imalo iskustva u trkaćim automobilima.
Godine 1935. započeo je natjecanje u Europskom automobilističkom prvenstvu za momčad Auto Union, gdje su mu momčadski kolege bili Hans Stuck i Achille Varzi. Na Velikoj nagradi Švicarske na Bremgartenu osvojio je jedino postolje te sezone, iza dva vozača Mercedes-Benza, Rudolfa Caracciole i Luigija Fagiolija. S osvojenih 25 bodova, osvojio je peto mjesto u konačnom poretku vozača. Iste godine pobijedio je na Velikoj nagradi Čehoslovačke, utrci koja se nije bodovala za prvenstvo. Sljedeće 1936. pobijedio je na Velikim nagradama u Njemačkoj, Švicarskoj i Italiji, te s deset bodova osvojio naslov prvaka. Pobijedio je i na dvije utrke koje se nisu bodovale za prvenstvo, na utrci Eifelrennen na Nürburgringu i na utrci Coppa Acerbo na stazi Pescara. Godine 1937. osvojio je dva postolja u Njemačkoj i Italiji, te s 28 bodova osvojio sedmo mjesto u konačnom poretku vozača. Iste godine pobijedio je opet na utrkama Eifelrennen i Coppa Acerbo, te na utrkama Vanderbilt Cup na stazi	Roosevelt Raceway i Velikoj nagradi Doningtona na istoimenoj stazi.
Poginuo je 28. siječnja 1938. tijekom pokušaja obaranja rekorda kopnene brzine na redovnoj prometnoj ruti na autocesti između Frankfurta i Darmstadta. 

## Vanjske poveznice
- Bernd Rosemeyer - Driver Database
- Bernd Rosemeyer - Racing reference